# Super Fox
Le Super Fox est une classe de dériveur insubmersible, en polyester, des années 1960, dessinée par Yves Mareschal. Le Super Fox était construit et commercialisé par le chantier naval français Dupuy Chautard.
Son programme est celui d'un bateau-école ou de promenade pouvant accueillir un équipage de cinq ou six personnes dans de bonnes conditions de stabilité.

## Historique
Le Super Fox, dû au crayon de l'architecte Yves Mareschal, est, en 1968, un dériveur pour les écoles de voiles et le loisir, de la gamme du constructeur Dupuy Chautard. 
Il est à l'époque, présenté, par son constructeur comme un dériveur qui n'est pas fait pour faire de la voile sportive, avec des régates, mais pour l'apprentissage et pour des navigations de type promenade pouvant embarquer cinq à six personnes. C'est un bateau stable cherchant à être sur un créneau d'achats à l'économie.
En 1970, l'entreprise Dupuy Chautard arrête sa production de bateaux de plaisance et vend ses moules à la société Yachting Sélection, 9 rue Pasteur à Puteaux, dirigée par Gérard Curvelier.

## Caractéristiques
La coque du Super Fox mesure 4,75 mètres de long pour 1,70 m de large et un creux de 65 cm. Elle pèse 140 kg. La surface de la voilure (grande voile plus foc) est de 11,20 m2.
Le Super Fox était garanti insubmersible, avec des caissons étanches contenant de la « matière expansée » mise dans des sacs de polyéthylène.